# Miss Supranacional 2015
Miss Supranacional 2015 fue la 7.ª edición del certamen Miss Supranacional, correspondiente al año 2015; la cual se llevó a cabo el 4 de diciembre en el Centro Municipal de Recreación y Deportes (MOSIR) de la ciudad de Krynica-Zdrój, Polonia. Candidatas de 82 países y territorios autónomos compitieron por el título. Al final del evento, Asha Bhat, Miss Supranacional 2014 de la India, coronó a Stephanía Stegman, de Paraguay, como su sucesora.

## Resultados
| Posiciones                | Candidata |
| ------------------------- | --- |
| Miss Supranacional 2015   | - Paraguay - Stephanía Stegman |
| Primera Finalista         | - Canadá - Siera Bearchell |
| Segunda Finalista         | - Colombia - Mónica Castaño |
| Tercera Finalista         | - Islandia - Tanja Ýr Ástþórsdóttir |
| Cuarta Finalista          | - México - Karina Martín |
| Semifinalistas (Top 10)   | - Australia - Christiana Fischer - India - Aafreen Vaz - Malasia - Tanisha Demour - Panamá - Angie Keith - República Eslovaca - Petra Denková |
| Cuartofinalistas (Top 20) | - Bélgica - Rachel Nimegeers - Estados Unidos - Kelly Kirstein - Filipinas - Rogelie Catacutan - Jamaica - Regina Harding - Japón - Mieko Takeuchi - Kenia - Margaret Muchemi - Myanmar - L Bawk Nu § - Polonia - Ada Sztajerowska - República Checa - Tatana Makarenko - Ruanda - Sonia Gisa |

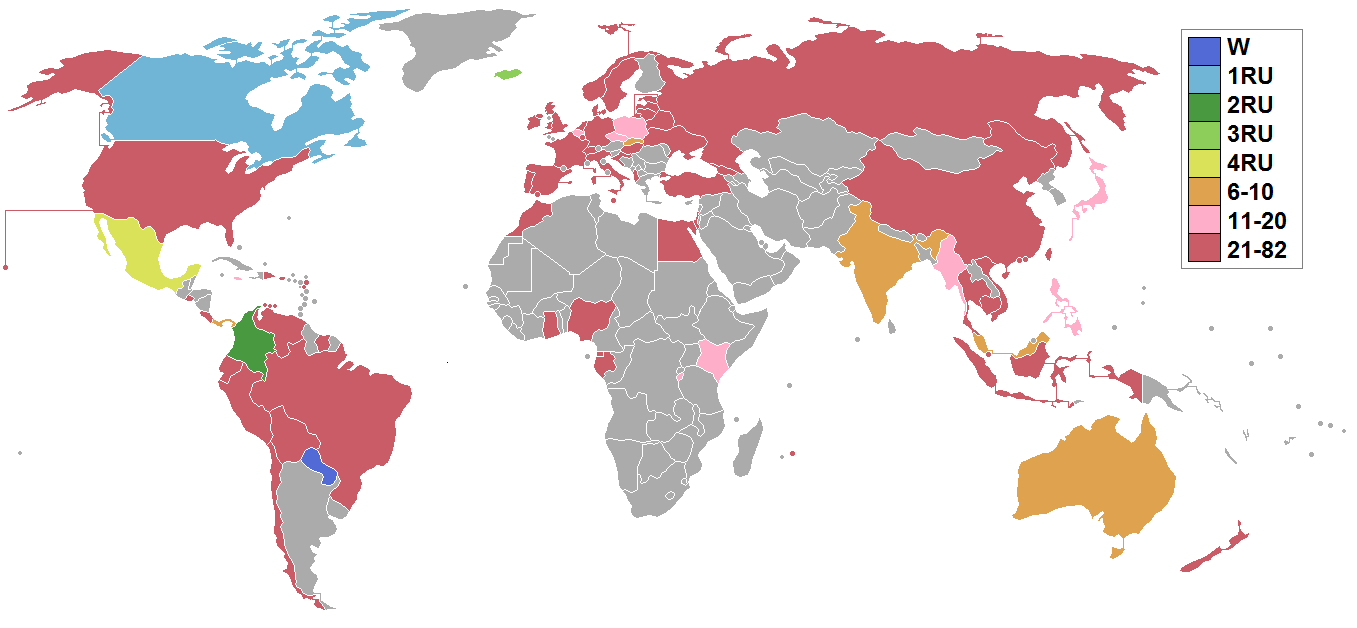
Mapa en el que se muestra las posiciones de las naciones competidoras en esta edición.

- § Votada por el público de todo el Mundo vía internet avanza al cuadro de las 20 semifinalistas.

### Reinas Continentales
| Continente     | Candidata                            |
| -------------- | ------------------------------------ |
| África         | - Ruanda - Sonia Gisa                |
| América        | - Panamá - Angie Keith               |
| Asia y Oceanía | - India - Aafreen Vaz                |
| Europa         | - República Eslovaca - Petra Denková |

## Relevancia histórica del concurso
- Paraguay gana por primera vez Miss Supranacional.
- Canadá obtiene la posición de primera finalista por primera vez.
- Colombia obtiene la posición de segunda finalista por primera vez.
- Islandia obtiene la posición de tercera finalista por primera vez.
- México obtiene la posición de cuarta finalista por primera vez.
- Polonia clasifica por séptimo año consecutivo.
- Canadá y Filipinas  clasifican por cuarto año consecutivo.
- Australia, India y Myanmar clasifican por tercer año consecutivo.
- Colombia, Estados Unidos y República Checa clasifican por segundo año consecutivo.
- Jamaica, Japón, Kenia, Malasia, Paraguay y Ruanda clasifican por primera vez en la historia del concurso.
- México clasificó por última vez en 2013.
- Islandia y Panamá clasificaron por última vez en 2012.
- Panamá gana el título de Miss Supranational América por segunda vez| (2012)
- Bélgica clasificó por última vez en 2010.
- República Eslovaca clasificó por última vez en 2009.
- Bielorrusia y Puerto Rico rompen una racha de clasificaciones consecutivas que mantenían desde 2011.
- Tailandia rompe una racha de clasificaciones consecutivas que mantenían desde 2012.
- Gabón rompe una racha de clasificaciones consecutivas que mantenían desde 2013.

## Premios Especiales
| Título                    | Candidata                            |
| ------------------------- | ------------------------------------ |
| Mejor Traje Nacional      | - Indonesia - Gresya Maaliwuga       |
| Mejor Cuerpo              | - Panamá - Angie Keith               |
| Miss Fotogénica           | - República Checa - Tatana Makarenko |
| Miss Fashion City         | - México - Karina Martín             |
| Mejor en Vestido de Noche | - Myanmar - L Bawk Nu                |
| Miss Varsovia Expo        | - España - Raquel Bonilla            |
| Miss Moto Shop            | - Estonia - Madli Vilsar             |
| Miss Personalidad         | - Guinea Ecuatorial - María Nach     |
| Miss Top Model            | - Colombia - Mónica Castaño          |
| Miss Internet             | - Myanmar - L Bawk Nu                |
| Miss Redes Sociales       | - Vietnam - Nguyễn Thị Lệ Quyên      |
| Miss Global Beauties      | - Canadá - Sierra Bearchell          |
| Miss Elegancia            | - Gibraltar - Nathalie Núñez         |
| Miss Congenialidad        | - Mauricio - Helena Desmarais        |

## Candidatas
82 candidatas compitieron por el título:
(En la tabla se utiliza su nombre completo, los sobrenombres van entrecomillados y los apellidos utilizados como nombre artístico, entre paréntesis; fuera de ella se utilizan sus nombres «artísticos» o simplificados).
| País/Territorio      | Candidata                         | Edad | Residencia              |
| -------------------- | --------------------------------- | ---- | ----------------------- |
| Albania              | Feride Kuqi                       | 18   | Lushnjë                 |
| Alemania             | Johanna Acs                       | 23   | Eschweiler              |
| Aruba                | Laura Jane van Balen San Juan     | 21   | Oranjestad              |
| Australia            | Christiana Fischer                | 25   | Cooma                   |
| Bélgica              | Rachel Corinne Nimegeers          | 19   | Amberes                 |
| Bielorrusia          | Yana Zhdanovich                   | 19   | Babruisk                |
| Bolivia              | Sharon Ingrid Valverde Zeballos   | 21   | Santa Cruz de la Sierra |
| Brasil               | Amanda Gomes de Oliveira          | 24   | São Paulo               |
| Canadá               | Siera Bearchell                   | 22   | Moose Jaw               |
| Chile                | Valentina Shnitzer Lihn           | 24   | Lo Barnechea            |
| China                | Song Jiachang                     | 20   | Yinchuan                |
| China Taipéi         | Grace Zhu                         | 26   | Taipéi                  |
| Colombia             | Mónica Castaño Agudelo            | 25   | Palmira                 |
| Costa Rica           | Mónica Patricia Zamora Chavarría  | 19   | San José                |
| Croacia              | Lucija Grmuša                     | 20   | Zagreb                  |
| Curazao              | Chesley Verbond                   | 24   | Willemstad              |
| Dinamarca            | Mia Laursen                       | 21   | Billund                 |
| Ecuador              | María Emilia Cevallos Cuesta      | 22   | Guayaquil               |
| Egipto               | Perihan Fateen                    | 19   | El Cairo                |
| El Salvador          | Verónica Olivares                 | 26   | Santa Ana               |
| Escocia              | Nasrene Harrison                  | 22   | Gateshead               |
| España               | Raquel Bonilla García             | 23   | Sevilla                 |
| Estados Unidos       | Kelly Kirstein                    | 26   | Mount Clemens           |
| Estonia              | Madli Vilsar                      | 24   | Saare                   |
| Filipinas            | Rogelie Ardosa Catacutan          | 24   | Cebú                    |
| Francia              | Aurélie Jager                     | 20   | Saint-Avold             |
| Gabón                | Sindiely Obone Yade               | 20   | Libreville              |
| Gales                | Jade McQueen                      | 24   | Cardiff                 |
| Ghana                | Charlee Esi Bekoe Berbicks        | 22   | Acra                    |
| Georgia              | Mariam Gelashvili                 | 21   | Tiflis                  |
| Gibraltar            | Nathalie Núñez                    | 21   | Gibraltar               |
| Guadalupe            | Ludmila Josephine                 | 19   | Basse-Terre             |
| Guinea Ecuatorial    | María Antonia Nach Teruel         | 20   | San Antonio de Palé     |
| Hong Kong            | Sharon Yeung                      | 24   | Victoria                |
| Hungría              | Valentina Toth                    | 21   | Debrecen                |
| India                | Aafreen Rachael Vaz               | 24   | Nueva Delhi             |
| Indonesia            | Gresya Amanda Maaliwuga           | 20   | Ternate                 |
| Inglaterra           | Emily Coral Alice Hill            | 24   | Watford                 |
| Irlanda              | Karen Gabrielle Montague          | 26   | Derry                   |
| Irlanda del Norte    | Lisa Hogan                        | 22   | Belfast                 |
| Islandia             | Tanja Ýr Ástþórsdóttir            | 23   | Reikiavik               |
| Israel               | Hodaya Cohen                      | 23   | Beerseba                |
| Italia               | Deborah Agnone                    | 21   | Alguer                  |
| Jamaica              | Regina Harding                    | 22   | Montego Bay             |
| Japón                | Mieko Takeuchi                    | 27   | Kobe                    |
| Kenia                | Margaret Muchemi                  | 21   | Kiserian                |
| Letonia              | Santa Seržante                    | 22   | Rēzekne                 |
| Lituania             | Enrika Motuzaitė                  | 18   | Šiauliai                |
| Luxemburgo           | Elisabeth "Eli" Ossogo Ondoa      | 18   | Luxemburgo              |
| Macao                | Matilda Lp                        | 25   | Ciudad de Macao         |
| Malasia              | Tanisha Kaur Demour Harjit Singh  | 20   | Kuala Lumpur            |
| Malta                | Nicolà Grixti                     | 21   | Pietà                   |
| Marruecos            | Kawtar Riahi Idrissi              | 21   | Rabat                   |
| Mauricio             | Helena Desmarais                  | 20   | Port Louis              |
| México               | Karina Stephania Martín Jiménez   | 23   | Tonalá                  |
| Myanmar              | L Bawk Nu                         | 22   | Rangún                  |
| Nigeria              | Stephanie Nete Omogun             | 21   | Ciudad de Benín         |
| Noruega              | Sonia Singh                       | 24   | Oslo                    |
| Nueva Zelanda        | Sophie Robinson                   | 20   | Tīrau                   |
| Países Bajos         | Kanita Karisik                    | 21   | Ámsterdam               |
| Panamá               | Angie Keith                       | 21   | Arriaján                |
| Paraguay             | Stephanía Sofía Vázquez Stegman   | 23   | Asunción                |
| Perú                 | Lorena Larriviere Sotomarino      | 24   | Lima                    |
| Polonia              | Ada Sztajerowska                  | 22   | Piotrków Trybunalski    |
| Portugal             | Inês Brusselmans Ferreira Martins | 20   | Oeiras                  |
| Puerto Rico          | Nobiraida Zoet Infante Bosques    | 25   | Aguadilla               |
| República Checa      | Tatana Makarenko                  | 26   | Praga                   |
| República Dominicana | Ingrid Mauricia Franco Alvarado   | 18   | Boca Chica              |
| República Eslovaca   | Petra Denková                     | 21   | Uhorské                 |
| Ruanda               | Sonia Gisa                        | 24   | Murambi                 |
| Rumania              | Elisabeta "Eliza" Ancău           | 24   | Cluj-Napoca             |
| Rusia                | Anna Grishina                     | 22   | Moscú                   |
| Singapur             | Sharon Nadine Wee Chian Yi        | 23   | Ciudad de Singapur      |
| Suecia               | Stina Pernilla Nordlander         | 19   | Kramfors                |
| Suiza                | Catarina Lopes                    | 24   | Ginebra                 |
| Surinam              | Nicole Shelley Tsai-A-Woen        | 25   | Paramaribo              |
| Tailandia            | Tharathip Baitoey Sukdarunpat     | 24   | Roi Et                  |
| Trinidad y Tobago    | Shaunika Khadia Frith             | 21   | Scarborough             |
| Turquía              | Hazal Subasi                      | 20   | Izmir                   |
| Ucrania              | Alina Sapiha                      | 18   | Ternópil                |
| Venezuela            | Hyser Albani Betancourt Machado   | 18   | La Guaira               |
| Vietnam              | Nguyễn Thị Lệ Quyên               | 22   | Bạc Liêu                |

### Candidatas retiradas
- Benín - Ornella Lokonon
- Fiyi - Anshuka Nand
- Guinea - Kadije Barry
- Honduras - Olga Sirey Morán Castro
- Kosovo - Efremia Braholli
- Nicaragua - Ruth Angelica Martínez
- Mongolia - Uyanga Batdorj
- Papúa Nueva Guinea - Grace Agatha Nugi
- 🇦🇷 Argentina

### Candidatas reemplazadas
- Bélgica - Amina Serhouk fue reemplazada por Rachel Corinne Nimegeers.
- Dinamarca - Tania Shenkerfue fue reemplazada por Mia Laursen.
- Hungría - Dominika Molnar fue reemplazada por Valentina Toth.
- Inglaterra - Katerina Christo fue reemplazada por Emily Coral Alice Hill.
- Luxemburgo - Ornela Gavoci fue reemplazada por Elisabeth Ossogo Ondoa.
- República Dominicana - Jade Restituyo fue reemplazada por Ingrid Mauricia Franco Alvarado.
- Rusia - Veronika Trofimova fue reemplazada por Anna Grishina.
- Ucrania - Valeriia Tereschenko fue reemplazada por Alina Sapiha.

## Datos acerca de las delegadas
- Algunas de las delegadas de Miss Supranacional 2015 han participado en otros certámenes internacionales de importancia:
  - Valentina Schnitzer (Chile) participó sin éxito en Super Model of the World 2005 y séptima finalista en Reina Hispanoamericana 2017.
  - Lorena Larriviere (Perú) participó sin éxito en Elite Model Look 2008.
  - Siera Berchell (Canadá) participó sin éxito en Miss Teen World 2009 y semifinalista en Miss Universo 2016.
  - Johana Acs (Alemania) fue semifinalista en Miss Internacional 2010 y Miss Asia Pacífico Mundo 2014, primera finalista en Reina Mundial del Banano 2011 y participó sin éxito en Miss Exclusive of the World 2011, Reinado Internacional del Café 2012, Miss Grand Internacional 2014, Miss Universo 2016 y Miss Scuba Internacional 2018.
  - Madli Vilsar	(Estonia) participó sin éxito en Miss Universo 2011, Miss Internacional 2013 y Miss Exclusive of the World 2015.
  - Stephania Stegman (Paraguay) participó sin éxito en Miss Internacional 2011, semifinalista en Miss Model of the World 2011 y segunda finalista en Reina Hispanoamericana 2012.
  - Santa Seržante (Letonia) fue semifinalista en Miss All Nations 2012 y participó sin éxito en Miss Turismo Internacional 2013.
  - Nicolà Grixti (Malta) participó sin éxito en Miss Peace 2012 y semifinalista en World Next Top Model 2014.
  - Tatana Makarenko (República Checa) fue semifinalista en Miss Eurovision of the World 2013, cuarta finalista en World Miss University 2014 y cuartofinalista en Miss Grand Internacional 2015.
  - Mónica Castaño (Colombia) fue cuarta finalista en Miss Grand Internacional 2014.
  - Mónica Zamora (Costa Rica) participó sin éxito en Miss Turismo Latino 2014 y Reina Hispanoamericana 2017 y segunda finalista en el Reinado Internacional de la Ganadería 2015.
  - Perihan Fateen (Egipto) participó sin éxito en Miss Internacional 2014.
  - Emily Coral (Inglaterra) participó sin éxito en Miss Globe Internacional 2014.
  - Tanja Ýr Ástþórsdóttir (Islandia) participó sin éxito en Miss Mundo 2014.
  - Hodaya Cohen (Israel) fue cuartofinalista en Miss Grand Internacional 2014.
  - Regina Harding (Jamaica) fue segunda finalista en Miss Caraibes Hibiscus 2014.
  - Mieko Takeuchi (Japón) fue cuartofinalista en Miss Grand Internacional 2014.
  - Matilda Lp (Macao) participó sin éxito en Miss Grand Internacional 2014.
  - Karina Martín (México) fue ganadora de World Miss University 2014.
  - Sonia Singh (Noruega) participó sin éxito en Miss India Worldwide 2014 y Miss Grand Internacional 2015.
  - Ada Sztajerowska (Polonia) participó sin éxito en Miss Mundo 2014.
  - Sharon Nadine Wee (Singapur) participó sin éxito en Miss Turismo Internacional 2014.
  - Laura van Balen (Aruba) participó sin éxito en Reina Intercontinental 2015.
  - Sharon Valverde (Bolivia) participó sin éxito en Miss Intercontinental 2015.
  - Charlee Berbicks (Ghana) participó sin éxito en Miss Grand Internacional 2015 y Miss Progreso Internacional 2015 y cuartofinalista en Miss Global 2021/2022.
  - Elisabeth Ondoa (Luxemburgo) participó sin éxito en Miss Exclusive of the World 2015 representando a Camerún.
  - Tanisha Demour (Malasia) fue cuarta finalista en Miss Model of the World 2015.
  - Anna Grishina (Rusia) participó sin éxito en Miss Kemer Internacional 2015.
  - Nguyễn Thị Lệ Quyên (Vietnam) participó sin éxito en Miss Grand Internacional 2015.
  - Kawtar Idrissi (Marruecos) participó sin éxito en Miss Grand Internacional 2016 representando a Bélgica.
  - Inés Brusselmans (Portugal) participó sin éxito en el Reinado Internacional del Café 2016 y Miss All Nations 2016 y fue cuartofinalista en Miss Mundo 2019.
  - Sonia Gisa (Ruanda) participó sin éxito en Miss Grand Internacional 2016.
  - Elisabeta Ancău (Rumania) fue primera finalista en Miss Global Beauty Queen 2016.
  - Rachel Nimegeers (Bélgica) participó sin éxito en Miss Grand Internacional 2017 y Miss Internacional 2019 y segunda finalista en Miss Turismo Queen Internacional 2018.
  - Ingrid Franco (República Dominicana) participó sin éxito en Miss Tierra 2017.
  - Angie Keith (Panamá) fue cuartofinalista en Miss Grand Internacional 2020.

## Sobre los países en Miss Supranacional 2015

### Naciones debutantes
- Aruba
- Malasia

### Naciones que regresan a la competencia
Compitieron por última vez en 2010:
- China Taipéi (concursó como  Taiwán)
- Paraguay

Compitieron por última vez en 2011:
- Croacia
- Curazao
- Egipto
- Singapur

Compitieron por última vez en 2012:
- Israel
- Lituania
- Vietnam

Compitieron por última vez en 2013:
- Alemania
- Georgia
- Ghana
- Hong Kong
- Jamaica
- Letonia
- Macao
- Nigeria
- República Eslovaca
- Rusia

### Naciones que se retiran de la competencia
- Angola
- Argentina
- Cabo Verde
- Corea del Sur
- Eslovenia
- Finlandia
- Grecia
- Líbano
- Mongolia
- Santo Tomé y Príncipe